# Cipocereus minensis
Cipocereus minensis är en kaktusväxtart som först beskrevs av Erich Werdermann, och fick sitt nu gällande namn av Friedrich Ritter. Cipocereus minensis ingår i släktet Cipocereus och familjen kaktusväxter.

## Underarter
Arten delas in i följande underarter:
- C. m. leiocarpus
- C. m. minensis

## Bildgalleri

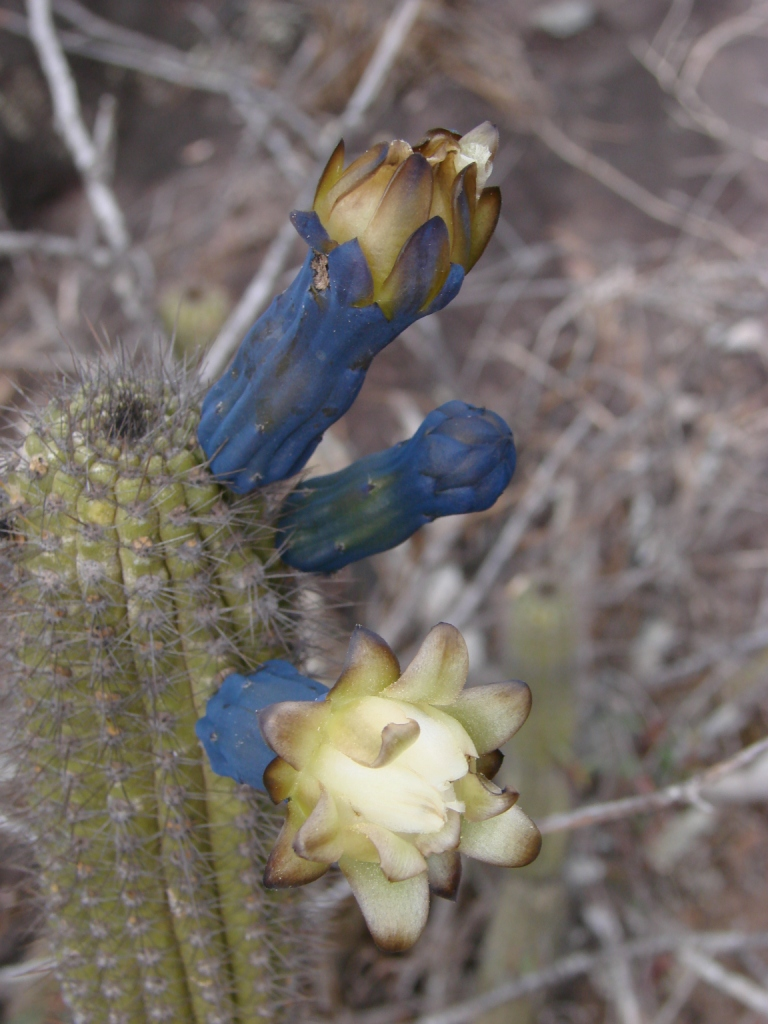
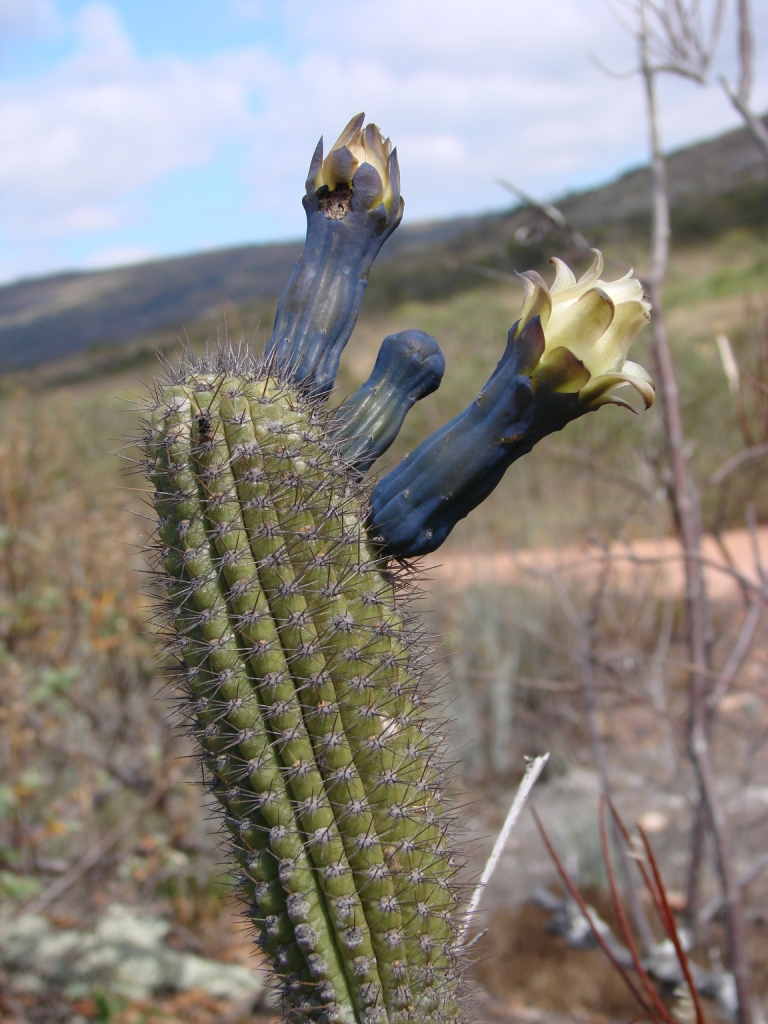